# Ioan Gruffudd
Ioan Gruffudd (pronuncia: /ˈjoʊæn ˈɡrɪfɪð/; Cardiff, 6 ottobre 1973) è un attore britannico.

## Biografia
Più grande dei tre figli di Peter e Gillian Gruffudd, ha un fratello e una sorella. Ha studiato prima presso la "Ysgol Melin Gruffydd" e poi alla "Ysgol Gyfun Gymraeg Glantaf", di Cardiff, dove mette in mostra anche il suo talento musicale, come suonatore di oboe.
Appena sedicenne inizia a lavorare per la TV inglese, in soap opera e serie tv, ma è nel 1997 che ottiene il primo ruolo importante, infatti interpreta il poeta John Gray in Wilde, biografia dello scrittore Oscar Wilde, che con Gray visse una relazione omosessuale. Nello stesso anno interpreta il 5º Ufficiale Harold Lowe nel kolossal di James Cameron Titanic.
Nel 1998 viene scelto per interpretare Horatio Hornblower, nella miniserie tv Hornblower, basata sul romanzo di C.S. Forester, ruolo che interpreterà fino al 2003. Tramite questa interpretazione iniziò la sua carriera di attore. Sempre per la televisione lavora nell'adattamento televisivo di Grandi speranze di Charles Dickens. Nel 2000 recita nel film La carica dei 102 - Un nuovo colpo di coda, dove sul set conosce l'attuale moglie, l'attrice Alice Evans, sposata il 14 settembre 2007 in Messico. La primogenita dei due, Ella Betsi Evans-Gruffudd, è nata il 6 settembre 2009, mentre il 13 settembre 2013 nasce la secondogenita Elsie Marigold. Nel gennaio 2021 la coppia ha annunciato la separazione.
Nel 2001 è apparso al fianco di Claudia Schiffer nel videoclip del singolo Uptown Girl dei Westlife.
Nel 2001 ottiene un ruolo nel bellico Black Hawk Down - Black Hawk abbattuto di Ridley Scott, nel 2004 interpreta Lancillotto in King Arthur al fianco di Re Artù/Clive Owen. Ma è del 2005 il ruolo che lo rende più celebre, interpreta Reed "Mr. Fantastic" Richards nel film I Fantastici 4, trasposizione cinematografica dell'omonimo fumetto, ruolo che interpreta anche nel sequel del 2007 I Fantastici 4 e Silver Surfer; tra i due film interpreta William Wilberforce in Amazing Grace. Nel 2008 Gruffudd interpreta inoltre Tony Blair in W. e Sir Benjamin Merryweather in Moonacre - I segreti dell'ultima luna.
Nel 2014 al 2015 è protagonista della serie televisiva Forever e dal 2018 al 2021 interpreta Daniel Harrow, protagonista della serie Harrow.

## Filmografia

### Cinema
- Wilde, regia di Brian Gilbert (1997)
- Titanic, regia di James Cameron (1997)
- Solomon & Gaenor, regia di Paul Morrison (1999)
- La carica dei 102 - Un nuovo colpo di coda (102 Dalmatians), regia di Kevin Lima (2000)
- Another Life, regia di Philip Goodhew (2001)
- Very Annie Mary, regia di Sara Sugarman (2001)
- Happy Now, regia di Philippa Cousins (2001)
- Black Hawk Down - Black Hawk abbattuto (Black Hawk Down), regia di Ridley Scott (2001)
- Shooters, regia di Glenn Durfort e Colin Teague (2002)
- The Gathering, regia di Brian Gilbert (2003)
- This Girl's Life, regia di Ash (2003)
- King Arthur, regia di Antoine Fuqua (2004)
- I Fantastici 4 (Fantastic Four), regia di Tim Story (2005)
- TV Set (The TV Set), regia di Jake Kasdan (2006)
- Amazing Grace, regia di Michael Apted (2006)
- I Fantastici 4 e Silver Surfer (Fantastic Four: Rise of the Silver Surfer), regia di Tim Story (2007)
- Un segreto tra di noi (Fireflies in the Garden), regia di Dennis Lee (2008)
- Moonacre - I segreti dell'ultima luna (The Secret of Moonacre), regia di Gábor Csupó (2008)
- W., regia di Oliver Stone (2008)
- The Kid, regia di Nick Moran (2010)
- Sanctum 3D, regia di Alister Grierson (2011)
- Come ammazzare il capo... e vivere felici (Horrible Bosses), regia di Seth Gordon (2011)
- Foster - Un regalo inaspettato (Foster), regia di Jonathan Newman (2011)
- The Adventurer - Il mistero dello scrigno di Mida (The Adventurer: The Curse of the Midas Box), regia di Jonathan Newman (2013)
- Playing It Cool, regia di Justin Reardon (2014)
- San Andreas, regia di Brad Peyton (2015)
- Keep Watching, regia di Sean Carter (2017)
- Il professore e il pazzo (The Professor and the Madman), regia di Farhad Safinia (2019)
- Ava, regia di Tate Taylor (2020)
- Bad Boys: Ride or Die, regia di Adil El Arbi e Bilall Fallah (2024)

### Televisione
- A Relative Stranger – film TV, regia di Endaf Emlyn (1995)
- Poldark – film TV, regia di Richard Laxton (1996)
- Hornblower – miniserie TV (1998-2003)
- Warriors – film TV, regia di Peter Kosminsky (1999)
- Great Expectations – film TV, regia di Julian Jarrold (1999)
- Man and Boy – film TV, regia di Simon Curtis (2002)
- The Forsyte Saga – miniserie TV, 4 episodi (2002)
- Century City – serie TV, 9 episodi (2004)
- The Meant to Be's – film TV, regia di Glenn Gordon Caron (2008)
- Ringer – serie TV, 22 episodi (2011-2012)
- Castle – serie TV, episodio 5x21 (2013)
- Monday Mornings – serie TV, 1 episodio (2013)
- Terapia d'urto (Necessary Roughness) – serie TV, 1 episodio (2013)
- Glee – serie TV, 2 episodi (2013)
- Under Milk Wood – film TV, regia di Pip Broughton (2014)
- Forever – serie TV, 22 episodi (2014-2015)
- Unreal – serie TV, 5 episodi (2016)
- Liar - L'amore bugiardo (Liar) – serie TV, 12 episodi (2017-2020)
- Harrow – serie TV, 30 episodi (2018-2021)
- The Reunion (La Jeune Fille et la Nuit), regia di Bill Eagles – miniserie TV (2022)
- Elsbeth – serie TV, episodio 2x11 (2025)

### Video musicali
- Uptown Girl dei Westlife (2001)

## Doppiatori italiani
Nelle versioni in italiano delle opere in cui ha recitato, Ioan Gruffudd è stato doppiato da:
- Massimiliano Manfredi in Hornblower, I Fantastici 4, I Fantastici 4 e Silver Surfer, Castle, Sanctum 3D, Forever, Liar - L'amore bugiardo, Bad Boys: Ride or Die
- Francesco Prando in Titanic, La carica dei 102 - Un nuovo colpo di coda
- Christian Iansante in Come ammazzare il capo... e vivere felici, Foster - Un regalo inaspettato
- Francesco Bulckaen in Wilde
- Daniele Barcaroli in This Girl's Life
- Simone D'Andrea in King Arthur
- Fabrizio Pucci in Amazing Grace
- Sandro Acerbo in Un segreto tra di noi
- Luca Ward in Moonacre - I segreti dell'ultima luna
- Stefano Benassi in Glee
- Angelo Maggi in Ringer
- Riccardo Rossi in The Adventurer - Il mistero dello scrigno di Mida
- Valerio Amoruso in Playing it Cool
- Alessandro Quarta in San Andreas
- Alessio Cigliano in Harrow
- Giorgio Borghetti ne Il professore e il pazzo
- Gianfranco Miranda in Ava
- Andrea Lavagnino in The Reunion